# Gays Mills
Gays Mills ist eine Gemeinde (mit dem Status „Village“) im Crawford County im US-amerikanischen Bundesstaat Wisconsin. Im Jahr 2010 hatte Gays Mills 491 Einwohner.

## Geografie
Gays Mills liegt im Südwesten Wisconsins am Kickapoo River, einem rechten Nebenfluss des in den Mississippi mündenden Wisconsin River. Die vom Mississippi gebildete Grenze zu Iowa befindet sich 20,2 km westlich. Die Grenze zu Illinois verläuft 114 km südlich. 
Die geografischen Koordinaten von Gays Mills sind 43°19′03″ nördlicher Breite und 90°50′41″ westlicher Länge. Das Gemeindegebiet erstreckt sich über eine Fläche von 12,69 km². 
Nachbarorte von Gays Mills sind Soldiers Grove (11,9 km nordöstlich), Bell Center (an der südöstlichen Ortsgrenze), Steuben (19,8 km südlich), Seneca (15,8 km südwestlich) und Mount Sterling (8,3 km westlich).
Die nächstgelegenen größeren Städte sind La Crosse (81,8 km nordnordwestlich), Wisconsins Hauptstadt Madison (141 km ostsüdöstlich), Rockford in Illinois (236 km südöstlich), die Quad Cities in Iowa und Illinois (232 km südlich) und Cedar Rapids in Iowa (207 km südsüdwestlich).

## Verkehr
In Gays Mills kreuzen die Wisconsin State Highways 131 und 171. Alle weiteren Straßen sind untergeordnete Landstraßen, teils unbefestigte Fahrwege sowie innerörtliche Verbindungsstraßen.
Die nächsten Flughäfen sind der La Crosse Regional Airport (92,7 km nordnordwestlich), der Dubuque Regional Airport in Dubuque, Iowa (131 km südlich) und der Dane County Regional Airport in Wisconsins Hauptstadt Madison (150 km ostsüdöstlich).

## Bevölkerung
Nach der Volkszählung im Jahr 2010 lebten in Gays Mills 491 Menschen in 226 Haushalten. Die Bevölkerungsdichte betrug 38,7 Einwohner pro Quadratkilometer. In den 226 Haushalten lebten statistisch je 2,17 Personen. 
Ethnisch betrachtet setzte sich die Bevölkerung zusammen aus 97,1 Prozent Weißen, 1,4 Prozent Afroamerikanern sowie 0,2 Prozent amerikanischen Ureinwohnern; 1,2 Prozent stammten von zwei oder mehr Ethnien ab. Unabhängig von der ethnischen Zugehörigkeit waren 0,2 Prozent der Bevölkerung spanischer oder lateinamerikanischer Abstammung. 
23,8 Prozent der Bevölkerung waren unter 18 Jahre alt, 56,0 Prozent waren zwischen 18 und 64 und 20,2 Prozent waren 65 Jahre oder älter. 54,2 Prozent der Bevölkerung war weiblich.
Das mittlere jährliche Einkommen eines Haushalts lag bei 38.750 USD. Das Pro-Kopf-Einkommen betrug 19.550 USD. 16,9 Prozent der Einwohner lebten unterhalb der Armutsgrenze.